# Malanville (ort)
Malanville är en ort i Benin.   Den ligger i departementet Atacora, i den norra delen av landet, 600 km norr om huvudstaden Porto-Novo. Malanville ligger 164 meter över havet och antalet invånare är 37 117.
Terrängen runt Malanville är platt. Malanville är det största samhället i trakten.
Trakten runt Malanville består i huvudsak av gräsmarker. Runt Malanville är det ganska tätbefolkat, med 54 invånare per kvadratkilometer.